# Сторожевые корабли проекта 12441
Сторожевые корабли проекта 12441 «Гром» — проект сторожевых кораблей для ВМФ России 1990-х годов, разработанный ПКБ «Алмаз». Проект отменён.
Относится к кораблям 2-го ранга.

## Назначение
Сторожевой корабль пр. 12441 предназначался для длительного патрулирования с целью поиска подводных лодок противника, охраны судов и кораблей на переходе морем, а также защиты побережья.

## История создания
В 1980-х гг. в СССР был спроектирован сторожевой корабль пр.11540, предназначенный для действий в морской зоне и фактически для замены кораблей пр.1135. При этом вопрос создания нового СКР прибрежной зоны оставался открытым. 
В связи с этим, в Зеленодольском ПКБ начались работы по созданию небольшого СКР, как развитие МПК пр.1124, проектировавшегося под номером 11660 и шифром «Гепард». Хотя этот корабль и имел всю «стандартную» номенклатуру оружия, но его «противолодочная направленность» уже мало кого удовлетворяла. Примерно в то же время (середина 1980-х гг.) появился и конкурирующий, но более рискованный проект 12440 (шифр «Гром») ПКБ «Алмаз» с более мощными ПКР и вертолётом. Главным конструктором корабля был Л. В. Ельский, а затем – В. Борисов.
Изначально пр.12440 должен был стать развитием СКР пр.11660, строившегося для ВМС Индии, его корпус и надстройки были выполнены с использованием элементов технологии «Стелс». В соответствии с требованиями ТТЗ корабль имел сравнительно небольшое водоизмещение (около 2900 т), что заставило оснастить его лишь одной линией вала и сконцентрировать вооружение в двух группах: в носовой оконечности перед надстройкой и в районе вертолетного ангара. Подобную компоновку, с точки зрения боевой живучести, нельзя признать удачной, но, тем не менее, имея на вооружении мощный ПКРК, а также ПЛРК и вертолет, по ряду параметров он мог бы успешно конкурировать с современными зарубежными аналогами. Техпроект 12440 был утверждён в 1991 году, а в 1994 г. завершена его корректировка и он получил новый номер 12441.

## Проект 12441У
После многолетней вялотекущей постройки головного корабля  пр. 12441 все работы на нем были приостановлены, а затем и вовсе прекращены. Это было вызвано в том числе и его несоответствием принятой в конце 1990-х кораблестроительной концепции. Корабль имел слишком малые размеры для полноценного сторожевого корабля океанской зоны и, вместе с тем, оказался слишком крупным и дорогостоящим для корвета прибрежной зоны. После закладки головных кораблей нового поколения пр. 22350 (фрегат «Адмирал флота Советского Союза Сергей Горшков») и пр. 20380 (корвет «Стерегущий») строительство «Новика» было окончательно остановлено.
В 2001 году судьбу корабля перекроили в очередной раз — было решено достраивать его уже как учебный для подготовки офицерского состава и одновременно — как опытовый корабль, на котором будут отрабатывать новые образцы военно-морского вооружения и техники. Срочно был разработан измененный проект 12441У. При этом легендарное имя «Новик» заменили на «Бородино».
Планировалось, что учебный корабль проекта 12441У сохранит корпус и энергетическую установку СКР  проекта 12441, но лишится значительной части ракетного и радиоэлектронного вооружения, его внутренние помещения будут перестроены для размещения курсантов военно-морских учебных заведений, в то же время будут оставлены помещения и фундаменты для испытания новых образцов вооружения.
29 декабря 2014 года появилась информация об отказе от достройки корабля.
В апреле 2016 года принято решение утилизировать в состоянии 45 % готовности.

## Представители проекта
«Новик» (с 2001 г. «Бородино») [з/н 1900]. 16 июля 1997 г. зачислен в списки кораблей ВМФ и 26 июля 1997 г. заложен на стапеле ОАО «Прибалтийский ССЗ „Янтарь”» в Калининграде; вскоре строительство прекращено, к 2000 г. имел 20 % техническую готовность; в 2007 г. принято решение о достройке корабля по пр. 12441-У в качестве УК[уточнить]. 15 апреля 2016 принято решение об утилизации.
Планировались к постройке, по крайней мере, еще два корабля — «Рюрик» и «Пересвет», но заказы на них были аннулированы.

## Основные тактико-технические данные
Водоизмещение, тонн:
- стандартное — 2560;
- полное — 2900;

Основные размерения, м
- длина наибольшая (по КВЛ) — 121(116);
- ширина наибольшая (по КВЛ) — 14,1;
- осадка наибольшая (средняя) — 9,3;

Главная энергетическая установка — газотурбинная
- 2 маршевые газовые турбины М-62М, суммарная мощность, л.с. (кВт) — 12 000 (8 820)
- 2 форсажные газовые турбины М-90, суммарная мощность, л.с. (кВт) — 37 000 (27 200)
- 1 дизель-генератор ДГ-800, мощность, кВт — 800
- 3 дизель-генератора ДГ-600, мощность, кВт — 3 Х 600
- 1 вал;
- 1 гребной винт

Скорость хода, уз:
- наибольшая — 31
- экономическая — 12

Дальность плавания, миль (при скорости, уз) — 4800 (12) или 2500 (20)
Автономность, сут. — 30
Экипаж, чел. (в т. ч. офицеров) —	210 (35)

## Вооружение
Ударное ракетное:
- ПКР 3М55 «Оникс» (SS-N-28 «Switchblade») — 6x3;

Зенитное ракетное:
- УВП ЗРК «Полимент» — 4x8;

Противолодочное ракетное:
- ПЛУР К77Р «Медведка» — 2x4;

Артиллерийское:
- 100-мм АУ А-190 «Универсал» — 1;
- 30-мм ЗАК АК-630М1-2 «Рой» — 1x12;

Авиационное:
- вертолет Ка-27 («Helix-A») — 1;

## Радиоэлектронное вооружение
БИУС — «Трон–Дипломат»;
РЛС общего обнаружения — 1 х МР-750 «Фрегат-МА» (Top Plate);
НРЛС — 1 х «Вайгач»;
ГАС — МГК-335МС «Звезда-1»;
средства РЭБ — «Вымпел-Р2»;
комплексы выстреливаемых помех — 4 Х 10 ПУ ПК-10 «Смелый», 2 Х 2 ПУ ПК-2;
РЛС управления огнём — 1 Х «Гарпун» для ПКРК «Оникс» и 100-мм АУ, 1 Х «Редут» для ЗРК «Полимент», 2 Х н/д для ПЛРК «Медведка»;
1 Х МР-123 «Вымпел» (Bass Tilt) для АУ и ЗАК;
Навигационный комплекс — «Бейсур-М»;
средства связи — нет данных;
РЛС госопознавания — нет данных.